# Pierre-Napoléon Breton
Pierre-Napoléon Breton (né le 10 juin 1858 à Montréal dans la province de Québec, au Canada — mort le 10 novembre 1917 à Varennes) est l'un des premiers numismates canadiens. Il est surtout connu pour avoir publié une série de guides sur les jetons canadiens.
Le système de numérotation que Breton a conçu pour cataloguer les premiers jetons canadiens est encore utilisé aujourd'hui. Avec R.W. McLachlan et Joseph Leroux, ses publications sont considérées comme ayant jeté les bases de la recherche numismatique canadienne.
Breton a publié les ouvrages suivants sur les jetons canadiens :
- Histoire illustrée des monnaies et jetons du Canada (anglais : Illustrated history of coins and tokens relating to Canada), publié en 1894 (publication bilingue) ;
- Guide Populaire Illustré des Monnaies et Médailles Canadiennes, etc., etc.) (anglais : Popular Illustrated Guide to Canadian Coins, Medals), publié en 1912 (publication bilingue).

Ces livres sont devenus les références numismatiques classiques sur le sujet et, pendant de nombreuses années, ils ont été la référence la plus populaire pour ceux qui s'intéressaient à la collection des jetons canadiens d'avant la Confédération canadienne et des premiers jetons postérieurs à cette dernière. Jusqu'à ce que le guide de Breton commence à être réimprimé à partir de 1964, les collectionneurs avaient du mal à trouver des exemplaires.